# Miguel Cané (padre)
Miguel Toribio Cané (San Pedro, provincia de Buenos Aires, 1812 - Mercedes, 1863) fue un abogado, escritor, periodista y político argentino, destacado miembro de la generación del 37 por su activa oposición al gobernador Juan Manuel de Rosas y más tarde conocido como el padre del escritor del mismo nombre.

## Biografía
Criado en la estancia de su padre en San Pedro, se educó en el Colegio de Ciencias Morales (al que posteriormente y refundado con el nombre actual de Colegio Nacional de Buenos Aires también iría su hijo, quien lo recordaría en Juvenilia) en la capital y se recibió de abogado en 1835. Mientras era estudiante fundó con Juan Bautista Alberdi una Asociación de Estudios Históricos y Sociales, que no tuvo mayor éxito. Al año siguiente formó parte del Salón Literario de Marcos Sastre. Pero se trasladó a Montevideo mucho antes de iniciarse la persecución de los jóvenes de la Generación del 37.
Durante un tiempo trabajó como abogado particular en el estudio de su cuñado Florencio Varela. Era pariente del doctor Pedro Somellera, a quien reemplazó varias veces como profesor en el Colegio de Montevideo. Junto con Andrés Lamas fundó el diario El Iniciador, que apoyaba el gobierno del presidente Fructuoso Rivera. Escribía artículos sobre literatura, pero también atacó activamente al gobierno porteño de Juan Manuel de Rosas desde la prensa de Montevideo. Incursionó también en temas legales y musicales.
Colaboró en otros periódicos de Montevideo, destacándose por su virulencia en contra de Rosas. Durante el Sitio de Montevideo por las tropas del presidente depuesto Manuel Oribe aumentó su actividad literaria. Enrolado en la Legión Argentina, ejerció como capitán de infantería del Gobierno de la Defensa.
En 1847, tras la muerte de su esposa, Lucia Himonet, con quien tuvo dos hijos –Jacinto, que no dejó descendencia, y Mariano– inició un largo periplo por Francia e Italia, con la intención de mejorar su estilo literario e imbuirse del ambiente de romanticismo de la época.
Regresó al Uruguay y se casó en segundas nupcias con Eufemia Casares; de esta unión nació quien sería el novelista y político, diputado –autor de la Ley de Extranjeria– Miguel Cané, nacido en Montevideo durante el exilio familiar por su oposición a Rosas.
Regresó a Buenos Aires en agosto de 1852, medio año después de la Batalla de Caseros que significó el final del gobierno de Rosas. Participó en la revolución del 11 de septiembre de 1852, pero antes de fin de año regresó a Montevideo. Desde allí escribió en los periódicos porteños; mantuvo duros cruces en la prensa con varios personajes influyentes del Estado de Buenos Aires, especialmente con Domingo Faustino Sarmiento.
Regresó por última vez a Buenos Aires –con su familia– en 1859. Junto con Nicolás Avellaneda fundó el periódico El Comercio del Plata. Mantuvo activa correspondencia con Juan María Gutiérrez, Vicente Fidel López, Luis L. Domínguez, Andrés Lamas y Alberdi, todos ellos destacados políticos de la Confederación Argentina, a quienes consideraba sus amigos.
Entre sus escritos se menciona las novelas Esther, En el tren y La Familia de Sconner. Su hijo Miguel lo consideró uno de los fundadores de la novela nacional.
Falleció el 5 de julio de 1863 en Mercedes, provincia de Buenos Aires. Sus restos descansan en la bóveda familiar en el Cementerio de la Recoleta.